# XPeng
Xpeng eller Xiaopeng Motors ( kinesiska: 小鹏汽车 ), även känd som XMotors.ai, är en kinesisk tillverkare av elbilar. Företaget har sitt huvudkontor i Guangzhou, men även kontor i Mountain View, Kalifornien i USA och är börsnoterat på New York Stock Exchange.

## Modeller

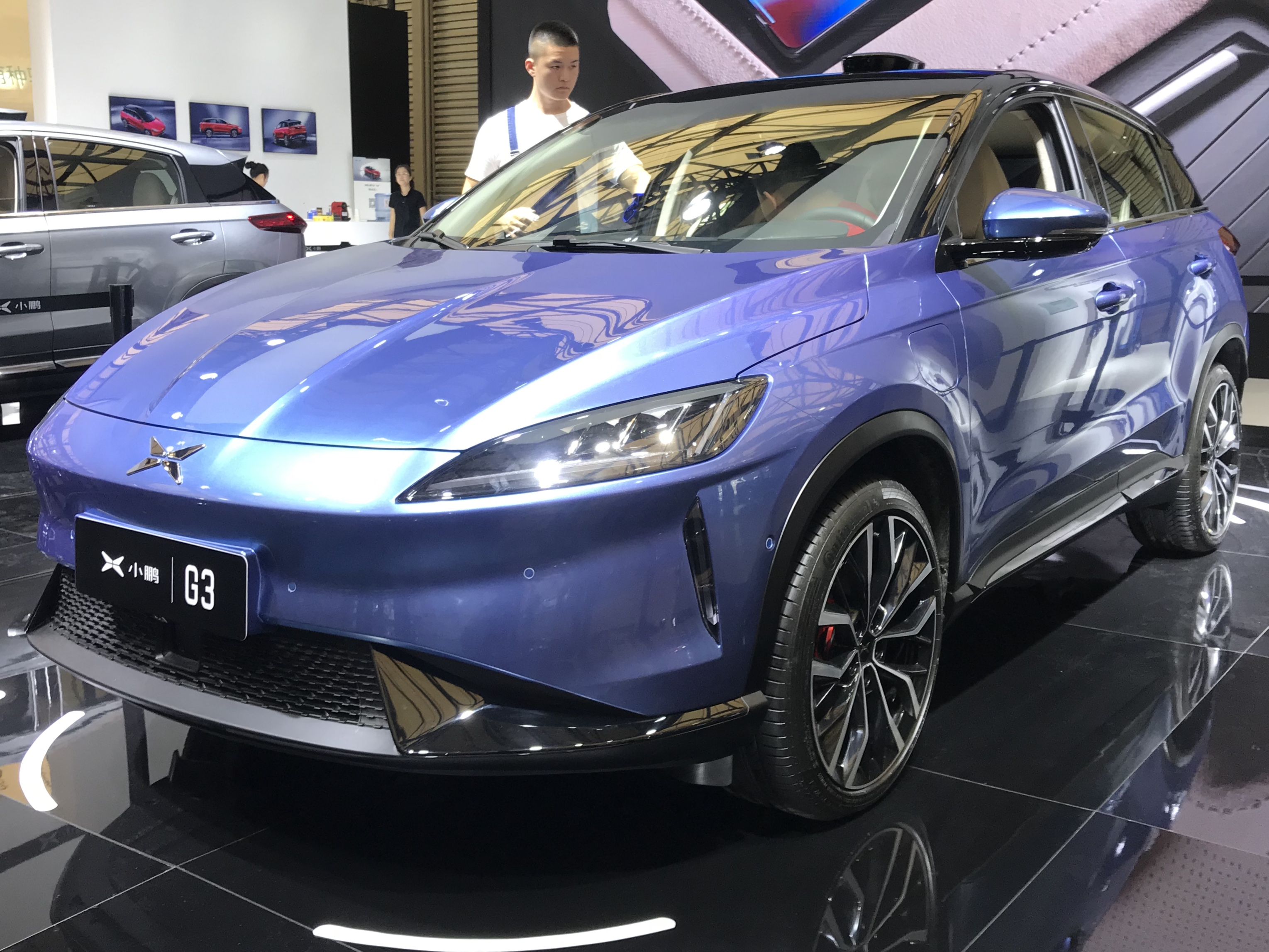
Xpeng G3 SUV
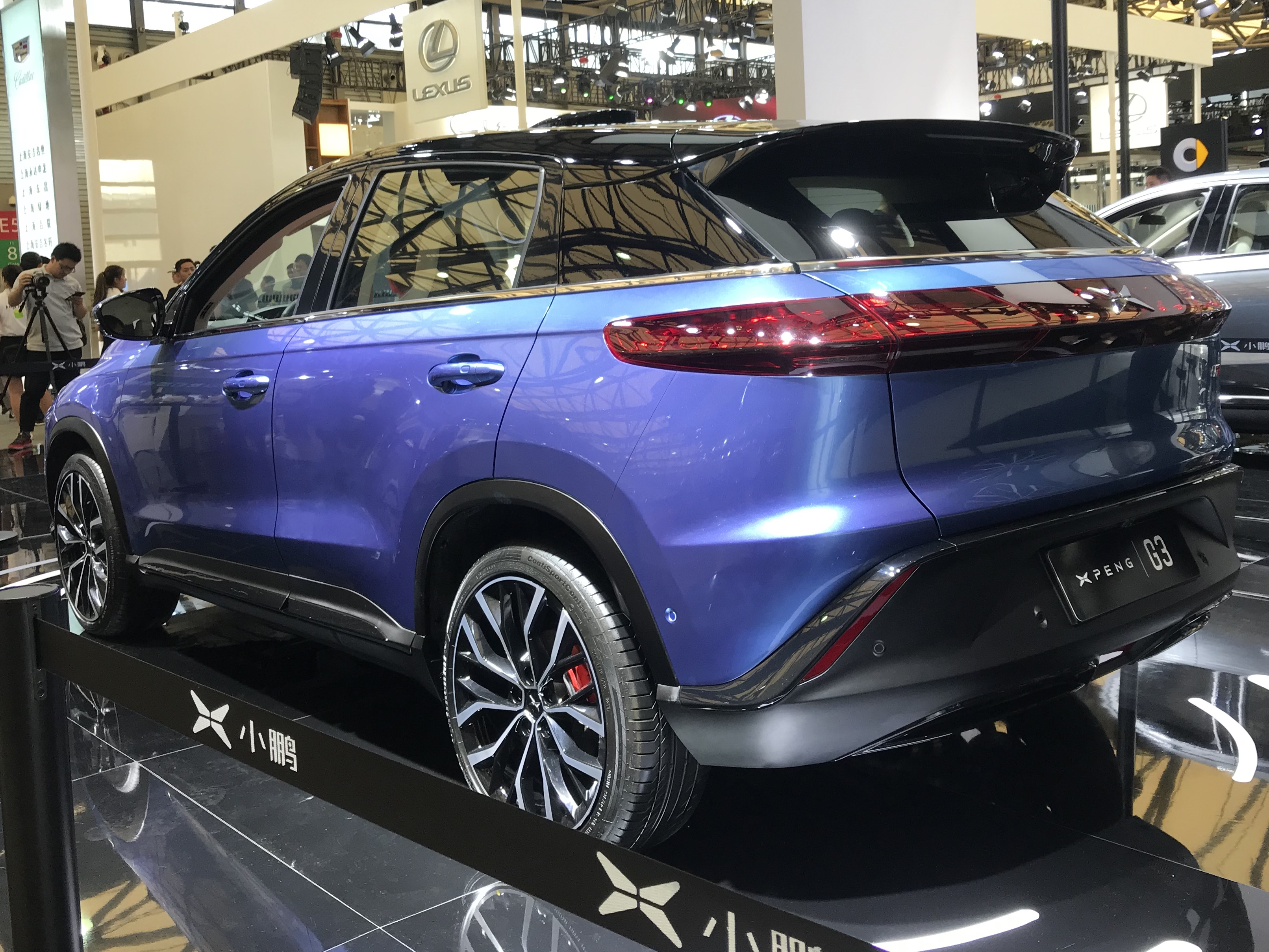
Xpeng G3 SUV rear
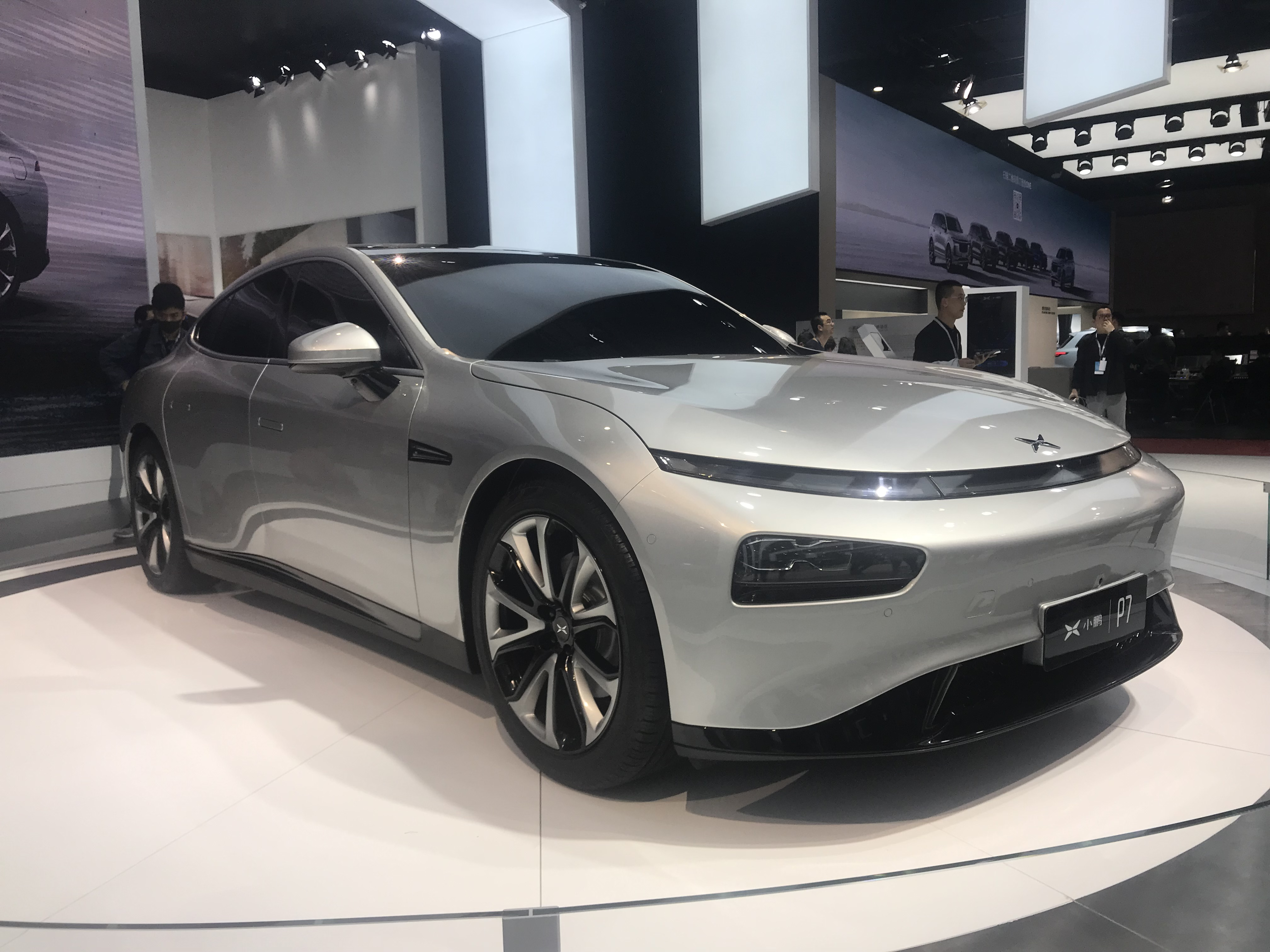
Xpeng P7 sedan
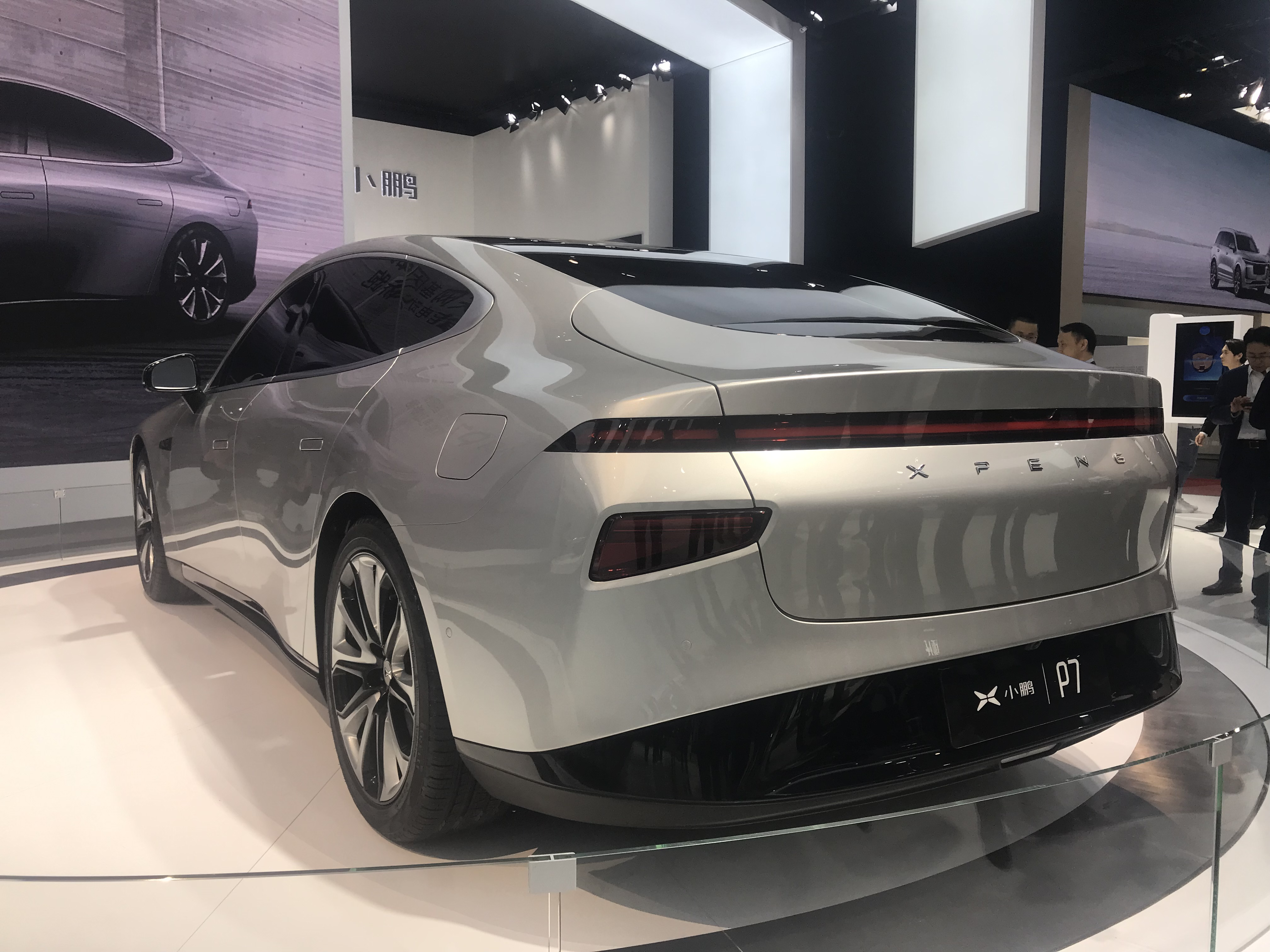
Xpeng P7 sedan rear